# トランスベスタイトの証明書

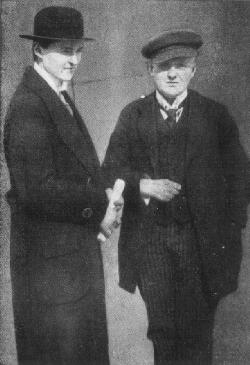
ハーバート.W（左）は、マグヌス・ヒルシュフェルトのトランスジェンダーの友人であり、自分で選んだ名前でベルリンに2年間住んでいた。この写真は、ヒルシュフェルトの『性的中間体』（Sexual Intermediates、1922）に掲載されているものである。

トランスベスタイトの証明書（トランスベスタイトのしょうめいしょ、英: Transvestite pass、独: Transvestitenschein）は、性科学者のマグヌス・ヒルシュフェルトの支援の下、ドイツ帝国政府とワイマール共和国政府が発行した、トランスベスタイト（Transvestite、異性装者）であることを証明する医師の診断書である。
当時、「トランスベスタイト」という言葉は、性同一性や服装の嗜好が生物学的な性（英: sex）とは異なる全ての人を指す言葉であり、異性装趣味とトランスジェンダーの両方を含んでいた。当時のドイツでは刑法175条などによって同性愛に厳しい視線が向けられていただけでなく、異性装に関しても帝国刑法で「公共の迷惑を及ぼす行為」（Erregung öffentlichen Ärgernisses）に該当すると判断され、懲役刑や罰金刑に処される可能性があった。
同性愛者の権利の擁護者であり、内科医・性科学者であったマグヌス・ヒルシュフェルトは、異性装者の身体的性と心理的性の不一致を明らかにし、それらの人々にとって異性装は極めて重要であることから、その必要性を証明しなくてはいけないと考えた。ヒルシュフェルトの働きかけによって、「異性装者」であることを医学的に証明する書類を提出することで、異性装を許可する証明書を警察から受け取ることができるようになった。
1908年から1933年の間に、おそらく数十枚のトランスベスタイトの証明書がドイツの警察によって交付された。ゲイやレズビアン文化との関連を避けるために、主に中流階級の異性愛者で男性から女性へのトランスベスタイトに与えられた。証明書には、当該個人が性同一性に対応する服を着ることが許可されていると記載されていた。
しかし、1933年にアドルフ・ヒトラーが首相に就任すると証明書は無効化され、ナチス・ドイツ期にはトランスジェンダーやジェンダー・ノンコンフォーミングの人々への嫌がらせが増加した。